# Fiorde de Ise

O fiorde de Ise (em dinamarquês: Isefjord, literalmente: "fiorde gelado") situa-se no norte da ilha da Zelândia, na Dinamarca. Está localizado nas regiões de Zelândia ocidental, a oeste, Frederiksborg, a nordeste e Roskilde, a sul. 
Estende-se por cerca de 35 km de comprimento, com uma área total de cerca de 305 km². 
A profundidade média ronda os 5 - 7 metros, sendo o ponto mais baixo a 17 metros de profundidade.
Formou-se como uma grande bacia. A taxa de salinidade situa-se entre os 16‰ e os 22‰.
Um dos seus braços mais conhecidos é o fiorde de Roskilde.